# N'Bushe Wright
N'Bushe Wright (/ ə n ˈ b uː ʃ eɪ / ən- BOO -shay; nacida el 20 de septiembre de 1970) es una actriz y bailarina estadounidense. Asistió y se formó como bailarina en el Centro de Danza Alvin Ailey y en la Escuela de Danza Martha Graham. Es conocida principalmente por su papel de la Dra. Karen Jenson en la película Blade de 1998.

## Carrera profesional
Un año después de asistir al Estudio de Stella Adler protagonizó Zebrahead (1992) de Anthony Drazan. Recibió críticas positivas por su interpretación conmovedora de la hermana mayor drogadicta del protagonista principal en Fresh (1994) de Boaz Yakin. Al año siguiente interpretó a un miembro idealista del Partido Pantera Negra en el largometraje Dead Presidents (1995) de los hermanos Hughes. Luego interpretó a la Dra. Karen Jenson en Blade (1998).
En 1992 interpretó el papel recurrente de Claudia, una activista negra de los derechos civiles que lucha por la igualdad de oportunidades en la educación en el aclamado pero efímero drama televisivo de NBC I'll Fly Away. Ha aparecido como invitada en varias otras series de televisión, incluyendo New York Undercover, Homicide: Life on the Street, Chappelle's Show y Third Watch.
También grabó un anuncio de servicio público para la campaña de Alfabetización Hip-Hop de Deejay Ra.

## Vida personal
Wright asistió a la Escuela Secundaria de Artes Escénicas de Manhattan. Originaria de Brooklyn, la madre de Wright era psicóloga de la Junta de Educación de la Ciudad de Nueva York, quien murió en 2009 después de más de 40 años de matrimonio con su padre, el músico de jazz Stanley Wright, también conocido como Suleiman-Marim Wright, quien fue asesinado en 2011.

## Filmografía
| Año     | Título                                      | Rol                       | Notas                                               |
| ------- | ------------------------------------------- | ------------------------- | --------------------------------------------------- |
| 1992    | Zebrahead                                   | Nikki                     |                                                     |
| 1992–93 | I'll Fly Away                               | Claudia Bishop            | Serie de TV ; 5 episodios                           |
| 1993    | Homicide: Life on the Streets               | Loretta Kenyatta          | Serie de TV; 1 episodio, "Night of the Dead Living" |
| 1994    | Fresh                                       | Nichole                   |                                                     |
| 1995    | Dead Presidents                             | Delilah Benson            |                                                     |
| 1996    | New York Undercover                         | Carol                     | Serie de TV; 5 episodios                            |
| 1996    | Johns                                       | X-Mas Junkie              |                                                     |
| 1997    | Subway Stories: Tales from the Underground  |                           | HBO movie; segmento "The Red Shoes"                 |
| 1997    | Squeeze                                     | Juliana                   |                                                     |
| 1997    | Close to Danger                             | Detective Maggie Sinclair | Película de TV                                      |
| 1997    | His and Hers                                | Selena                    |                                                     |
| 1997    | A Woman Like That                           |                           |                                                     |
| 1998    | Blade                                       | Dr. Karen Jenson          |                                                     |
| 2000    | 3 Strikes                                   | Juanita                   |                                                     |
| 2001    | UC: Undercover                              | Keisha                    | Serie de TV; 3 episodios                            |
| 2002    | Widows                                      | Bella                     | Miniserie de TV; 4 episodios                        |
| 2002    | Civil Brand                                 | Nikki Barnes              |                                                     |
| 2003    | Platinum                                    | Maxine 'Max' Colt         | Serie de TV                                         |
| 2003    | MVP                                         | Nia                       |                                                     |
| 2004    | Chappelle's Show                            | Calvin's girlfriend       | Temporada 2, Episodio 2; Wac Arnold's skit          |
| 2004    | He Say... She Say... But What Does GOD Say? | Alexandra Knight          |                                                     |
| 2004    | Joy Road                                    | Nia                       |                                                     |
| 2005    | God's Forgotten House                       | Ebony                     |                                                     |
| 2006    | Restraining Order                           | Carla                     |                                                     |
| 2018    | A Talent for Trouble                        | Marissa Montez            |                                                     |